# Rabaul
Rabaul var huvudort i East New Britain-provinsen i Papua Nya Guinea i Stilla havet.

## Staden
Rabaul är belägen på ön Niu Briten i Bismarckarkipelagen och ligger på öns nordöstra del vid Simpson Harbour (del av Blanche Bay) på Gazellehalvön och har ca 4 000 invånare. Den ligger på gränsen mellan två tektoniska plattor South Bismarck microplate och North Bismarck microplate och inom den så kallade Rabaul Caldera ("Rabaulkitteln") med flera vulkaner i närheten.
Staden förstördes till stora delar och begravdes under aska vid Tavurvurs stora vulkanutbrott 1994 och 2006. Befolkningen evakuerades till Kokopo. Några bor kvar i staden men befolkningen har minskat från ca 20 000 till nuvarande 4 000.
Stadens tidigare flygplats begravdes också under aska och den nybyggda Tokua (flygplatskod "RAB") ligger ca 35 km öster om centrum.

## Historia
Staden byggdes ut när området hamnade under tysk överhöghet 1884 som del i Tyska Nya Guinea. Staden var från 1910 huvudort för hela Tyska Guinea.
Efter första världskriget hamnade Rabaul och hela ön under australiensisk förvaltning men förblev huvudort i området. Staden drabbades 1937 av ett kraftigt dubbelt vulkanutbrott når både Mount Tavurvur och Mount Vulcan erupterade.
1942 till 1945 ockuperades Rabaul av Japan som höll staden till krigsslutet. Därefter återgick sedan till australiensisk förvaltningsmandat tills Papua Nya Guinea blev självständigt 1975.
Stadens förblev huvudort för provinsen fram till 1994 när den återigen drabbades av ett stort vulkanutbrott. Befolkningen och förvaltningen flyttade till Kokopo 20 km sydöst på andra sidan viken.